# Nicolas Baldo
Nicolas Baldo (* 10. Juni 1984 in Issoire) ist ein französischer Straßenradrennfahrer.

## Sportliche Laufbahn
Nicolas Baldo belegte 2005 beim Chrono des Herbiers den dritten Platz in der U23-Klasse. Im Jahr darauf gewann er eine Etappe der Tour des Pays de Savoie und wurde Zweiter beim Prix d'Automne Rôchefoucault. 2007 wurde er Dritter beim Prolog der Tour Alsace, und 2008 gewann er die vierte Etappe der Tour Nivernais Morvan. 
2009 gewann Baldao eine Etappe des Giro della Regione Friuli Venezia Giulia. 2010 belegte er in der Gesamtwertung der Rhône-Alpes Isère Tour Rang zwei. 2012 gelang ihm der bis dato größte Erfolg seiner Laufbahn, als er bei der irischen Rundfahrt An Post Rás zunächst eine Etappe und schließlich die Gesamtwertung für sich entschied. Zweimal – 2013 und 2015 – gewann er zudem das Eintagesrennen Paris-Mantes Cycliste.

## Erfolge
2006
- eine Etappe Tour des Pays de Savoie

2009
- eine Etappe Giro della Regione Friuli Venezia Giulia

2012
- Gesamtwertung und eine Etappe An Post Rás

2013
- Paris-Mantes-en-Yvelines
- eine Etappe Rhône-Alpes Isère Tour

2015
- Paris-Mantes-en-Yvelines

## Teams
- 2009 Continental Differdange
- 2010 Atlas Personal
- 2011 Atlas Personal
- 2012 Atlas Personal-Jakroo
- 2013 Atlas Personal-Jakroo
- 2014 Team Vorarlberg
- 2015 Team Vorarlberg
- 2016 Team Roth
- 2017 HP-BTP Auber 93
- 2018 St Michel - Auber 93 (Frankreich)
- 2019 St Michel - Auber 93 (Frankreich)